# CBS Sports
Pour les articles homonymes, voir CBS.
CBS Sports est la filiale de la compagnie de télévision CBS spécialisée dans la retransmission d'émissions sportives aux États-Unis.
CBS Sports diffuse des programmes comme NFL on CBS, The NFL Today, Southeastern Conference football, NCAA basketball, PGA golf, du tennis professionnel et du B.A.S.E jumping.